# Mortal Kombat (2021)
Mortal Kombat is een Amerikaanse actiefilm uit 2021. De film is gebaseerd op de goed verkochte computerspelserie Mortal Kombat. 

## Plot
Cole Young is een martial artsvechter die wordt achtervolgt door Sub-Zero en een groep huurmoordenaars. Hij zoekt zijn heil bij een groep vechters die zijn uitverkoren om Earthrealm te verdedigen in een ultiem gevecht tussen de krachten van Outworld.

## Rolverdeling
| Acteur                                 | Personage                |
| -------------------------------------- | ------------------------ |
| Lewis Tan                              | Cole Young               |
| Jessica McNamee                        | Sonya Blade              |
| Josh Lawson                            | Kano                     |
| Tadanobu Asano                         | Raiden                   |
| Mehcad Brooks                          | Jax                      |
| Ludi Lin                               | Liu Kang                 |
| Chin Han                               | Shang Tsung              |
| Joe Taslim                             | Bi-Han /Sub-Zero         |
| Hiroyuki Sanada                        | Hanzo Hasashi / Scorpion |
| Matilda Kimber                         | Emily                    |
| Laura Brent                            | Allison                  |
| Max Huang                              | Kung Lao                 |
| Sisi Stringer                          | Mileena                  |
| Mel Jarnson                            | Nitara                   |
| Nathan Jones                           | Reiko                    |
| Daniel Nelson en Damon Herriman (stem) | Kabal                    |
| Angus Sampson (stem)                   | Goro                     |